# Tomasz Mendelski
Tomasz Mendelski, född den 21 maj 1981 i Olsztyn, Polen, är en polsk kanotist.
Han tog bland annat VM-silver i K-4 1000 meter i samband med sprintvärldsmästerskapen i kanotsport 2007 i Duisburg.